# Sylvester McCoy
Sylvester McCoy (* 20. srpna 1943 Dunoon), rodným jménem Percy James Patrick Kent-Smith, je britský herec, známý především díky své roli Radagasta v úspěšné sérii filmů Hobit a díky postavě 7. doktora v sci-fi seriálu Doctor Who.

## Mládí
Sylvester se narodil ve skotském městě Dunoon po smrti svého otce, Angličana, který padl ve druhé světové válce. Jeho matka Irka ho poslala studovat na katolickou školu, ale v šestnácti přestoupil na tamější gymnázium. Po skončení studií se na pět let přestěhoval do Londýna, kde pracoval jako zaměstnanec pojišťovny, tam ho také poznal Ken Campbell, který ho později vzal do své show zvané The Ken Campbell Roadshow. Jeho první filmová role přišla v roce 1979 ve filmu Dracula.

## Doctor Who
McCoy se stal doktorem po regeneraci 6. doktora (Colina Bakera) v roce 1987 a hrál ho do roku 1989 - tedy jen 3 roky a stačil odehrát 3 série - 24. - 26. Byl to tedy poslední klasický doktor. Jeho kostým byl zvláštní - kostkované kalhoty, bílá košile, hnědé sako, někdy přes něj bílý kabát, bílý klobouk s rovným zahnutím a hlavně je to právě on, kdo dovršil éru červených otazníků na doktorových oblečeních - držadlo u jeho deštníku bylo do tvaru otazníku a celý jeho svetr měl tento design. Sedmý doktor má jednu z největších změn chování po regeneraci - je naprosto odlišný od předešlé. Rád se potácí v nebezpečí, ale ne na úkor svého bezpečí, velmi inteligentní, klidný, odhodlaný porazit své protivníky, jak ty staré tak i nové. Když pořad v roce 1989 skončil, znamenalo to konec i pro Sylvestra, ovšem zahrál si po té i chvilku v roce 1996, kdy vyšel Doctor Who: The Movie konec svojí inkarnace opožděnou regenerací v márnici na osmého doktora (Paula McGanna). V roce 2013 při oslavě výročí 50 let seriálu vystoupil spolu s ostatními bývalými klasickými doktory ve speciále zvaném The Five(ish) Doctors Reboot .

## Hobit
Sylvester se objevil ve filmech: Hobit: Neočekávaná cesta, Hobit: Šmakova dračí poušť a Hobit: Bitva pěti armád, kde ztvárnil roli Radagasta - bláznivého čaroděje. Přestože se Radagast v knize Hobit neobjevuje, Peter Jackson (režisér trilogie Hobit a Pán prstenů) použil doplňující příběhy, ve kterých Ragadgast je, přestože ho nedal do filmů Pán Prstenů. Radagast je šílený čaroděj, bývalý člen Bílé rady, co opustil lidi a elfy a vydal se do zeleného hvozdu, nyní už do Temného hvozdu, aby zde žil s divokými zvířaty. Často jezdí na saních poháněnými králíky. Sylvester si natáčení velmi užíval, třeba i pro to, že se mohl podívat na spoustu úžasných míst, jako je třeba Nový Zéland.

## Osobní život
Sylvester je v osobních otázkách velmi zdrženlivý. Původně se McCoy jmenoval jen Sylveste McCoy a až po té si nechal dopsat "r" na Sylvester. Má jednu ženu Agnes a nemají žádné děti. Nyní žije se svou ženou v Londýně.

## Filmografie

### Filmy
| Rok  | Název                                   | Role              |
| ---- | --------------------------------------- | ----------------- |
| 1979 | Dracula                                 | Walter            |
| 1979 | All the Fun of the Fair                 | Scotch Jack       |
| 1987 | Three Kinds of Heat                     | Harry Pimm        |
| 1995 | Leapin' Leprechauns!                    | Flynn             |
| 1996 | Spellbreaker: Secret of the Leprechauns | Flynn             |
| 2000 | The Mumbo Jumbo                         | Mr. Tallman       |
| 2002 | The Shieling of the One Night           | Fergus            |
| 2004 | Griffin                                 | Grim              |
| 2008 | Pass Them On                            | The Administrator |
| 2009 | The Academy                             | Felix             |
| 2009 | The Academy Part 2: First Impressions   | Felix             |
| 2010 | Punk Strut: The Movie                   | Dj                |
| 2012 | Hobit: Neočekávaná cesta                | Radagast          |
| 2013 | The Christmas Candle                    | Edward Haddington |
| 2013 | Hobit: Šmakova dračí poušť              | Radagast          |
| 2013 | Quest: A Tall Tale                      | Ardan             |
| 2014 | The Seventeenth Kind                    | Rusty             |
| 2014 | Hobit: Bitva pěti armád                 | Radagast          |
| 2015 | When the Devil Rides Out                | Walther           |
| 2015 | Journey Bound                           | The Mechanic      |
| 2015 | The Candy House                         | Norman Davies     |

### Televize
| Rok       | Název                                     | Role                                      | Poznámka                                   |
| --------- | ----------------------------------------- | ----------------------------------------- | ------------------------------------------ |
| 1965      | Vision On                                 | Různé role                                |                                            |
| 1973      | Roberts Robots                            | Robot Entertainer                         | Epizoda: Dial C for Chaos                  |
| 1975      | Lucky Feller                              | Uncredited                                | Pilot Episode                              |
| 1977      | For the Love of Albert                    | Cast Member                               | Neznámé Epizody                            |
| 1979      | Jigsaw                                    | O-Man                                     |                                            |
| 1979      | Turning Year Tales                        | Turps                                     | Epizoda: Big Jim and the Figaro Club       |
| 1979      | Jackanory                                 | Reader                                    | Epizoda: Charlie and the Chocolate Factory |
| 1980      | BBC2 Playhouse                            | Kerwin                                    | Epizoda: Electric in the City              |
| 1981      | Big Jim and the Figaro Club               | Turps                                     | 5 Epizod                                   |
| 1981      | Tiny Revolutions                          | Cabaret comedian                          | Televizní film                             |
| 1981      | Tiswas                                    | Různé role                                |                                            |
| 1982      | Eureka                                    | Různé role                                |                                            |
| 1983      | Eureka                                    | PC Dunworthy                              |                                            |
| 1984      | Starstrider                               | Wart                                      |                                            |
| 1985      | The Last Place on Earth                   | Lt. 'Birdie' Bowers                       | 6 Epizod                                   |
| 1985      | No 73                                     | Moving man                                | Epizoda: Moving Space                      |
| 1985      | Eureka                                    | Various                                   | 2 Epizody                                  |
| 1985      | Dramarama                                 | Donald                                    | Epizoda Frog                               |
| 1987-1989 | Doctor Who                                | Doktor                                    | 42 Epizod                                  |
| 1988      | What's Your Story?                        | Narrator / Presentor                      |                                            |
| 1989      | The Noel Edmonds Saturday Roadshow        | Doktor                                    |                                            |
| 1991      | Thrill Kill Video Club                    | Spoons                                    | Video                                      |
| 1993      | Jackanory                                 | Storyteller                               | 2 Epizody                                  |
| 1993      | Doctor Who: Dimensions in Time            | Doktor                                    | TV Short                                   |
| 1993      | The Airzone Solution                      | Anthony Stanwick                          | Video                                      |
| 1994      | Frank Stubbs                              | Angus                                     | Epizoda: Mr. Chairman                      |
| 1994      | The Zero Imperative                       | Dr. Colin Dove                            | Video                                      |
| 1996      | Rab C. Nesbitt                            | Gash Senior                               | Epizoda: Father                            |
| 1996      | Doctor Who                                | Doktor                                    | Televizní film                             |
| 1997      | The History of Tom Jones, a Foundling     | Mr. Dowling                               | 4 Epizody                                  |
| 1997      | Beyond Fear                               | Michael Sams                              | Televizní film                             |
| 1999      | See It Saw It                             | Jester                                    | 1 Epizoda                                  |
| 2001      | See It Saw It                             | The Lord High Chamberlain / Aunt Grizelda | Epizoda: Courage and Adventure             |
| 2001      | Do You Have a License to Save This Planet | The Foot Doctor                           | Video short                                |
| 2001      | Casualty                                  | Kev the Rev                               | Epizoda: Life and Soul                     |
| 2001-2002 | Doctor Who: Death Comes to Time           | Doktor                                    | 5 Epizoda                                  |
| 2002      | Hollyoaks                                 | Leonard Cave                              | 1 Epizoda                                  |
| 2002      | The Bill                                  | Ian Drew                                  | Epizoda: 010                               |
| 2004      | Still Game                                | Archie                                    | Epizoda: Oot                               |
| 2006      | The Bill                                  | Morris Shaw                               | Epizoda: 457                               |
| 2006      | Mayo                                      | Reverend Beaver                           | 1 Epizoda                                  |
| 2008      | Great Performances                        | The Fool                                  | Epizoda: King Lear                         |
| 2008      | King Lear                                 | The Fool                                  | Televizní film                             |
| 2008      | Casualty                                  | Ashley Millington                         | Epizoda: The Evil That Men Do              |
| 2008      | Doctors                                   | Graham Capelli / The Amazing Lollipop Man | Epizoda: The Lollipop Man                  |
| 2009      | Al Murray's Multiple Personality Disorder | Nazi Doctor                               | 1 Epizoda                                  |
| 2012      | Highway to Hell                           | Video                                     |                                            |
| 2012      | The Academy: Special                      | Felix                                     | Televizní film                             |
| 2013      | Doctor Who: The Ultimate Guide            | Sám sebe                                  |                                            |
| 2013      | The Five(ish) Doctors Reboot              | Sám sebe                                  |                                            |
| 2015      | Crims                                     | Mr. Dunlop                                | Epizoda: Day Thirty-Six                    |